# 스티브 카핸
스티브 카핸(Steve Kahan, 1930년 ~ )은 미국의 영화배우이다.

## 영화
- 식스틴 블럭 (2006년)
- 타임라인 (2003년) - 베이커 역
- 아웃 콜드 (2001년)
- 리썰 웨폰 4 (1998년) - 에드 머피 역
- 컨스피러시 (1997년) - 미스터 윌슨 역
- 프리 윌리 2 (1995년)
- 매버릭 (1994년)
- 데몰리션 맨 (1993년) - 힐리 대위 역
- 워락 2 - 아마게돈 (1993년)
- 하늘에서 온 엽서 (1992년)
- 리썰 웨폰 3 (1992년) - 에드 머피 반장 역
- 프레데터 2 (1990년) - 병장 역
- 리썰 웨폰 2 (1989년) - 에드 머피 반장 역
- 스크루지 (1988년) - 기술자 역
- 방황의 미로 (1987년)
- 인사이드 무브 (1980년)
- 낫츠 랜딩 (1979년)
- 슈퍼맨 (1978년)